# フランシス・ン
フランシス・ン（ン・ジャンユー、ン・ツァンユイ、呉鎮宇、英名：Francis Ng、1961年12月21日 - ）は、香港の俳優である。本名は呉志強。祖籍（本貫）は広東番禺。多くのテレビドラマ・映画に出演している。

## 略歴
本名は呉志強。1982年、香港のテレビ局無綫電視（TVB）の俳優養成所の第11期生として入所した。同期には、トニー・レオン、チャウ・シンチー、ボビー・アウヨンらがいる。養成期間中からTVB製作のドラマに端役で出演し、養成期間を終えた1985年からは、脇役として本格的な俳優業をスタートした。初期は主に悪役を演じていたが、次第に主役としての出演が増えてゆき、1990年前後には、TVB製作のドラマで数多くの主演作が制作された。
1986年からは映画にも出演を始めたが、TVBの出演契約もあって、軽い脇役に限られていた。しかしTVBとの出演契約が1992年に切れると、活動の場を映画に移した。凄みのある悪役からインテリ、軽いコメディ作品まで出演作は多いが、第37回台湾電影金馬賞の最優秀主演男優賞を受賞した2001年の『ザ・ミッション 非情の掟』での、組織の非常な掟に翻弄されてゆく殺し屋を演じる一方、1996年の『欲望の街 古惑仔I 銅鑼湾(コーズウェイベイ)の疾風』や、また日本でもヒットした2003年の『インファナル・アフェア 無間序曲』でのマフィアのボス役など、悪役での出演も多い。
またTVBのドラマにも数本出演しており、航空会社を題材にした『恋するパイロット』(2003年)では主役のパイロットを演じ、2013年には10年ぶりの続編が放映されて高視聴率を記録し、映画化や更なる続編の製作も決定している。

## 家族
2002年にシンガポール人のフィオーナ・ウォン（王麗萍）と結婚し、2008年には息子が誕生している。

## 出演作品

### テレビドラマ (TVB)
- 活力十一（1982年） - 傻雞 役
- 香港八二（1982年）
- 香城浪子（1982年）
- 錯結良縁（1982年）
- 萬水千山総是情（1982年）
- 香港八三（1983年）
- 十三妹（1983年）
- 射鵰英雄伝 鉄血丹心（1983年）
- 射鵰英雄伝 東邪西毒（1983年）
- 射鵰英雄伝 華山論剣（1983年）
- 再見十九歳（1983年）
- 老洞（1983年）
- 北斗双雄（1983年）
- 神鵰侠侶（1983年）
- 夾心人（1983年）
- 無冕天使（1983年）
- 丈夫出走了（1983年）
- 再版人（1984年）
- 黄金約会（1984年）
- 天師執位（1984年）
- 摩登幹探（1984年） - 阿忠 役
- 笑傲江湖（1984年）
- 生鏽橋王（1984年）
- 超越愛情線（1984年）
- 儂本多情（1984年）
- 鹿鼎記（1984年）
- 五虎将（1984年）
- 魔域桃源（1984年）
- 武林聖火令（1984年）
- 青鋒剣影（1984年） - 孫遠 役
- 寶芝林（1984年）
- 朝九晚五俏佳人（1984年）
- 新紮師兄（1984年）
- 楚留香之蝙蝠伝奇（1984年）
- 錯体姻縁（1985年） - 駱泰來 役
- 鼓舞（1985年）
- 碧血剣（1985年） - 羅立如 役
- 挑戦（1985年）
- 薛仁貴征東（1985年）
- 大香港（1985年）
- 中四丁班（1985年）
- 楚河漢界（1985年）
- 大廈（1985年）
- 拆檔拍檔（1985年）
- 雪山飛狐（1985年）
- 楊家将（1985年） - 楊延定（二郎） 役
- 六指琴魔（1985年） - 譚奕飛 役
- 開心女鬼（1985年）
- 銀色旅途（1986年）
- 薛丁山征西（1986年）
- 鑽石王老五（1986年）
- 達摩（1986年）
- 薛剛反唐（1987年） - 徐賢 役
- 阿嬌正伝（1987年） - 許兆安 役
- 鄭成功（1987年） - 衛中原 役
- 北斗前鋒（1987年） - 丁浩然 役
- 生命の旅（1987年） - 杜朗賢 役
- 夾心夫妻（1988年）
- ラスト・コンフリクト（1988年） - ハック 役
- 上海大風暴（1989年） - 関志培 役
- 花月佳期（1989年） - 李大為 役
- 蓋世豪侠（1989年） - 段玉楼 役
- 無冤急先鋒（1989年） - 李朗 役
- 連城訣（1989年） - 萬圭 役
- 公私三文治（1989年） - 張子輝 役
- 富貴流氓（1989年） - 許志恆 役
- 香港雲起時（1989年） - 王港生 役
- 愛情三角錯（1990年） - 呂懷信 役
- 午夜太陽（1990年） - 韋志豪 役
- 又是冤家又聚頭（1990年） - 陳国良 役
- 笑傲在明天（1990年） - 游向東 役
- 大唐名捕（1990年） - 裴逸飛 役
- 三八佳人（1991年）
- 灰網（1991年） - 程浩 役
- 卡拉屋企（1991年） - 廖通泰 役
- 龍的天空（1992年） - 楊過海 役
- 大地飛鷹（1992年） - 方偉 役
- 新同居関係（1995年） - 董輝 役
- 難兄難弟（1997年） - 謝源 役
- 恋するパイロット（原題「衝上雲霄」、2003年） - 唐亦琛（Samuel） 役
- 伙頭智多星（2005年）
- 恋するパイロット2（原題「衝上雲霄Ⅱ」、2013年） - 唐亦琛（Samuel） 役

### テレビドラマ (その他)
- 大冒険家（2004年）
- 生命有明天（2008年）

### 映画

#### 1980年代
- 1986年：『真夜中の女たち』 Midnight Girl
- 1988年：『勇闖毒龍潭』 Fighting In Thailand
- 1988年：『撞邪先生』 Mr.Possessed
- 1989年：『トップポリス』 Proud and Confident
- 1989年：『目中無人』 Final Run
- 1989年：『福星臨門』 Lucky Guys
- 1989年：『群狼大戦』 Devil Hunters

#### 1990年代
- 1990年：『リーサル・パンサー2』 The Dragon Fighter - Ben少 役
- 1990年：『横衝直撞火鳳凰』 Fire Phoenix
- 1991年：『イン・ザ・ラップ・オブ・ゴッド』 In the Lap of God - Alex 役
- 1991年：『毒豪』 The Fatal Game
- 1992年：『天空伝説 ハンサム・シビリング』 Handsome Siblings
- 1992年：『精霊変』 Banana Spirit
- 1992年：『勝者為王』 The Mighty Gambler
- 1993年：『黒豹』 Black Panther
- 1993年：『キラーウルフ 白髪魔女伝』 The Bride With White Hair
- 1993年：『カンフー・カルト・マスター 魔教教主』 The Kung Fu Cult Master - 張翠山（ゲスト） 役
- 1993年：『詩人の大冒険』 Flirting Scholar - 文徴明（ゲスト） 役
- 1993年：『綁架黄七輝』 Kidnap of Wong Chak Fai
- 1993年：『溶屍鬼』 Legal Innocence
- 1994年：『雨夜天魔』 Psycho Killer
- 1994年：『撞板風流』 Naughty Couple
- 1994年：『亂世超人』 From Zero To Hero
- 1994年：『先洗未来銭』 Easy Money
- 1994年：『地獄來客』 Stranger From Hell
- 1994年：『神探磨轆』 I Wanna Be Your Man!!
- 1994年：『流氓大状』 Reckless Barrister
- 1994年：『アニタ・ユンの恋はあせらず』I Will Wait For You
- 1995年：『冒牌皇帝』 Fake Emperor
- 1995年：『ゴールデン・ガール』
- 1996年：『欲望の街 古惑仔1 銅鑼灣の疾風』 Young and Dangerous - 靚坤 役
- 1996年：『旺角揸Fit人』 Once Upon a Time In Triad Society - 叻君 役
- 1996年：『衝鋒隊 怒火街頭』 Big Bullet
- 1996年：『ゴッド・ギャンブラー 賭神伝説』 God of Gamblers 3:The Early Stage - 高傲 役
- 1996年：『運財至叻星』 Twinkle Twinkle Lucky Star - 靚坤 役
- 1996年：『歳月情真』 Those Were The Days
- 1996年：『不夜街1 危険な天使たち』 Sexy and Dangerous
- 1996年：『BE MY BOY』 A Queer Story
- 1996年：『去吧! 揸Fit人兵團』 Once Upon a Time In Triad Society 2
- 1996年：『666魔鬼復活』 Satan Returns - 猶大 役
- 1997年：『対不起，多謝你』 My Dad is a Jerk
- 1997年：『一個字頭的誕生』 Too Many Way To Be No.1 - 阿Matt 役
- 1997年：『高度戒備』 Full Alert - 麥坤 役
- 1997年：『裏切りのメロディ 豪・情・蓋・天』 Theft Under The Sun
- 1997年：『ラッキー・ファミリー』 All's Well End's Well 97
- 1997年：『精装難兄難弟』 Those Were The Days - 謝源 役
- 1997年：『最佳拍檔 醉街拍檔』 97 Aces Go Places
- 1997年：『猛鬼通宵陪住你』 24 Hrs Ghost Story - 大毛 役
- 1997年：『生日多恋事』 Stand Behind The Yellow Line - 獅子王 役
- 1998年：『失業特工隊』 The Extra
- 1998年：『硝子のジェネレーション 香港少年激闘団』 Young and Dangerous: The Prequel
- 1998年：『非常警察』 Magnificent Team - 戴継宗 役
- 1998年：『ポートランド・ストリート・ブルース』 Portland Street Blues（ゲスト）
- 1998年：『餌食』 Raped By an Angel 2:Uniform Fan - 大隻広 役
- 1998年：『全職大盜』 The Group - 高保
- 1998年：『我愛你』 Till Death Do Us Part
- 1998年：『9413』 9413
- 1998年：『風雲 ストームライダーズ』 The Storm Riders
- 1998年：『詭計』 Wipe Out
- 1999年：『ジェネックス・コップ』 Gen-X Cops - 洛偉霖 役
- 1999年：『オーバー・サマー 爆裂刑事』 Bullets Over Summer
- 1999年：『レジェンド・オブ・ヒーロー/中華英雄』 A Man Called Hero - 無敵 役
- 1999年：『鬼請你睇戯』 Last Ghost Standing
- 1999年：『黒道風雲 収数王』 The King of Debt Collecting Agency - 渣煲查 役
- 1999年：『O記檔案三合会』 The H.K. Triad Story - 阿楽 役
- 1999年：『ザ・ミッション 非情の掟』 The Mission - 阿來 役（第37回金馬奨最優秀主演男優賞受賞)
- 1999年：『七月又十四之信不信由你』 Believe It or Not
- 1999年：『怪 もののけ』 A Wicked Ghost
- 1999年：『逆我者死』 Never Compromise
- 1999年：『娯楽之王』 The Lord of Amusement
- 1999年：『無問題』 No Problem

#### 2000年代
- 2000年：『愛與誠』 The War Named Desired
- 2000年：『自従他来了』 What Is A Good Teacher
- 2000年：『ジュリエット・イン・ラブ』 Juliet In Love - ジョーダン 役
- 2000年：『電脳警察サイバースパイ』 2000 AD - 伍Sir 役（第20回香港電影金像奨最優秀助演男優賞受賞）
- 2000年：『救薑刑警』 Clear My Name, Mr Coroner!
- 2000年：『黒獄断腸歌2 無期徒刑』 Chinese Midnight Express 2
- 2001年：『恋愛ベーカリー』 Bakery Amour
- 2001年：『喜歡您』 Fall For You
- 2001年：『ノイズ』 Horror Hotline Big Head Monster
- 2001年：『廢柴同盟』 The Losers' Club
- 2002年：『豊胸秘Cup』 Beauty and The Breast - Mario 役
- 2002年：『當男人変成女人』 Women From Mars（ゲスト）
- 2003年：『インファナル・アフェア 無間序曲』 Infernal Affairs 2 - 倪永孝 役
- 2003年：『ヒロイック・デュオ 英雄捜査線』 Heroic Duo
- 2003年：『黒白森林』 Color of The Truth - 盲超（ゲスト） 役
- 2003年：『心寒』 Shiver
- 2004年：『30分鐘恋愛』 Love Trilogy
- 2004年：『ラヴァーズ・アンド・ドラゴン』 The White Dragon
- 2004年：『新世紀Mr.Boo! ホイさま カミさま ホトケさま』 Fantasia - 奸人堅 役
- 2004年：『神経侠侶』 Crazy'n The City
- 2005年：『喜馬拉亜星』 Himalaya Singh
- 2005年：『愛さずにいられない』 Hands In The Hair
- 2005年：『詛咒』 Curse of Lola - 鎮宇 役
- 2005年：『インファナル・ディパーテッド』 On the Edge - 大佬Dark 役
- 2005年：『春田花花同学会』 McDull the Alumni - 點菜法官（ゲスト） 役
- 2006年：『血戦到底』 Karmic Mahjong - 呉宇川 役
- 2006年：『エグザイル/絆』 Exiled - 阿泰 役
- 2006年：『臥虎』 Wo Hu - 華超 役
- 2007年：『醒獅』 - 阿雞 役
- 2007年：『異塚』 - 羅飛 役
- 2007年：『茶舞』 One last dance - 阿查 役
- 2007年：『神槍手與智多星』 Bullet & Brain - 阿昌 役
- 2007年：『軍鶏 Shamo』 Shamo - 黒川健児 役
- 2007年：『心想事成』 - 靚坤（ゲスト） 役
- 2008年：『双食記』 - 陳家橋 役
- 2008年：『鈕扣人』 - 阿偉 役
- 2009年：『Laughing Gor之變節』 - 座頭 役

#### 2010年代
- 2011年：『戰國』 - 龐涓 役
- 2012年：『ラスト・シャンハイ』The Last Tycoon - マオ将軍 役
- 2012年：『請叫我英雄』Good-for-Nothing Heros - Danny 役
- 2013年：『獵仇者』Pay Back - 楊言 役
- 2015年：『衝鋒車』 - 發哥 役
- 2016年：『悪人谷』 - 呉查理 役
- 2016年：『ダブル･サスペクト 疑惑の潜入捜査官（中国語版）』Line Walker  - 霍連修 / 趙奕堂 役
- 2016年：『ウォリアー・ゲート 時空を超えた騎士』 - 魔術師 役
- 2017年：『77回、彼氏をゆるす（中国語版）』77 Heartbreaks - Shutter（Heartbeatの兄）役（ゲスト）
- 2017年：『シェッド・スキン・パパ（中国語版）』Shed Skin Papa - 田一雄（田力行の父）役
- 2019年：『眺望良好（中国語版）』A Home with a View（Netflix配信題）- 盧偉文 役
- 2019年：『リメイン・サイレント（中国語版）』Remain Silent - 吳正為 役 ※2020東京・中国映画週間で上映
- 2019年：『インビジブル・スパイ（中国語版）』Line Walker 2: Invisible Spy  - 葉志帆 役

#### 2020年代
- 2021年：『七人樂隊』「校長先生」(校長)  - 校長 役 ※オムニバス映画。
- 2021年：『香港の流れ者たち（中国語版）』  - 何奇輝 役
- 2024年：『黙する者が生きし場所（中国語版）』 ※2024東京・中国映画週間で上映(映画祭時邦題『黙殺〜沈黙が始まったあの日〜』)
- 2024年：『プロセキューター（中国語版）』  - 楊鐵立 役

## 監督作品

### 映画
- 1998年：『9413』
- 2000年：『自従他来了』 What Is A Good Teacher
- 2007年：『醒獅』 Dancing Lion